# Antonietta Meo
Antonietta Meo, genannt Nennolina (* 15. Dezember 1930 in Rom; † 3. Juli 1937 ebenda) war ein italienisches Mädchen, das im Alter von sechs Jahren starb und dem 2007 von Papst Benedikt XVI. als bislang jüngstem Menschen (außer Märtyrern) der „Heroische Tugendgrad“ als Vorstufe zur Seligsprechung zuerkannt wurde. Als ehrwürdige Dienerin Gottes darf sie seitdem von den Gläubigen verehrt werden.

## Leben
Antonietta Meo wurde als vierte Tochter von Michele und Maria Meo geboren. Als Fünfjährige erkrankte sie an Knochenkrebs. Nachdem ihr deswegen am 25. April 1936 ein Bein amputiert werden musste, schrieb sie bis zu ihrem Tod rund 150 Briefe an Jesus und Maria, die Zeugnisse einer außergewöhnlichen Glaubenskraft sind und über die geistliche Reife Gleichaltriger weit hinausreichen.

## Seligsprechungsprozess
1942 wurde das Seligsprechungsverfahren auf Betreiben der weiblichen Jugend der Katholischen Aktion Italiens und ihrer Präsidentin Armida Barelli eröffnet. Nach Abschluss des Verfahrens auf diözesaner Ebene wurde ihr Fall 1972 an die Kongregation für die Selig- und Heiligsprechungsprozesse übergeben. Antonietta Meos sterbliche Überreste wurden am 5. Juli 1999 in die Kirche Santa Croce in Gerusalemme, eine der sieben Hauptkirchen Roms, überführt, in der sie auch am Fest der Unschuldigen Kinder 1930 getauft worden war. Sie ruhen dort in einem eigenen Raum zwischen Kirchenschiff und den Kreuzreliquien. Am 18. Dezember 2007 bestätigte Papst Benedikt XVI. ihren heroischen Tugendgrad und erklärte, dass Heiligkeit in jedem Alter möglich sei und Nennolina in ihrem kurzen Leben bereits den Gipfel christlicher Vollkommenheit erreicht habe.